# Odprto prvenstvo Francije 1986
Odprto prvenstvo Francije 1986 je teniški turnir za Grand Slam, ki je med 26. majem in 8. junijem 1986 potekal v Parizu.

## Moški posamično
Ivan Lendl : Mikael Pernfors, 6–3, 6–2, 6–4

## Ženske posamično
Chris Evert :  Martina Navratilova, 2–6, 6–3, 6–3

## Moške dvojice
John Fitzgerald /  Tomáš Šmíd :  Stefan Edberg /  Anders Järryd, 6–3, 4–6, 6–3, 6–7(4-7), 14–12

## Ženske dvojice
Martina Navratilova /  Andrea Temesvári :  Steffi Graf /  Gabriela Sabatini, 6–1, 6–2

## Mešane dvojice
Kathy Jordan /  Ken Flach :  Rosalyn Fairbank /  Mark Edmondson, 3–6, 7–6(7-3), 6–3